# Zugmesser

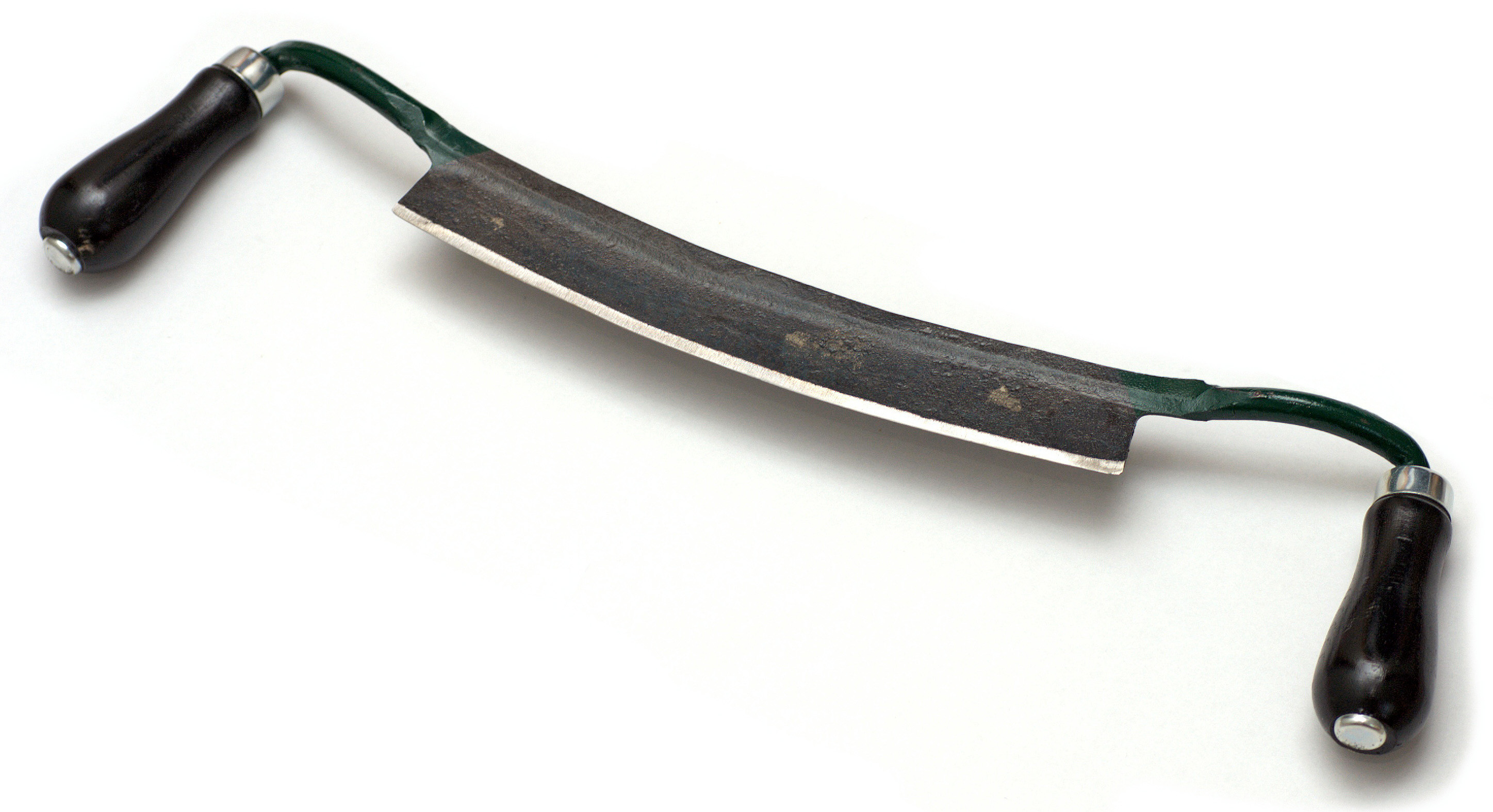
Ein Ziehmesser

Ein Zugmesser oder Ziehmesser ist ein Werkzeug zur Holzbearbeitung. Es besteht aus einer oft leicht gewölbten, stabilen und etwa 30 cm langen einschneidigen Klinge, an deren beiden Enden Griffe sitzen, mit denen man das Zugmesser über das Werkstück zu sich hin zieht.

## Bezeichnungen
Bezeichnet wird es auch als Ziehmesser, Zieheisen, Schäleisen, Reifmesser (bayr.: Roafmessa), Reifeisen (bayr.: Roafeisn), Wagnermesser, Fassschaber, Rindenmesser.
Eine Ziehklinge hingegen ist ein Stahlblech oder eine Glasscheibe zur feinen Bearbeitung von Holzoberflächen.

## Anwendung

### Schnitzen

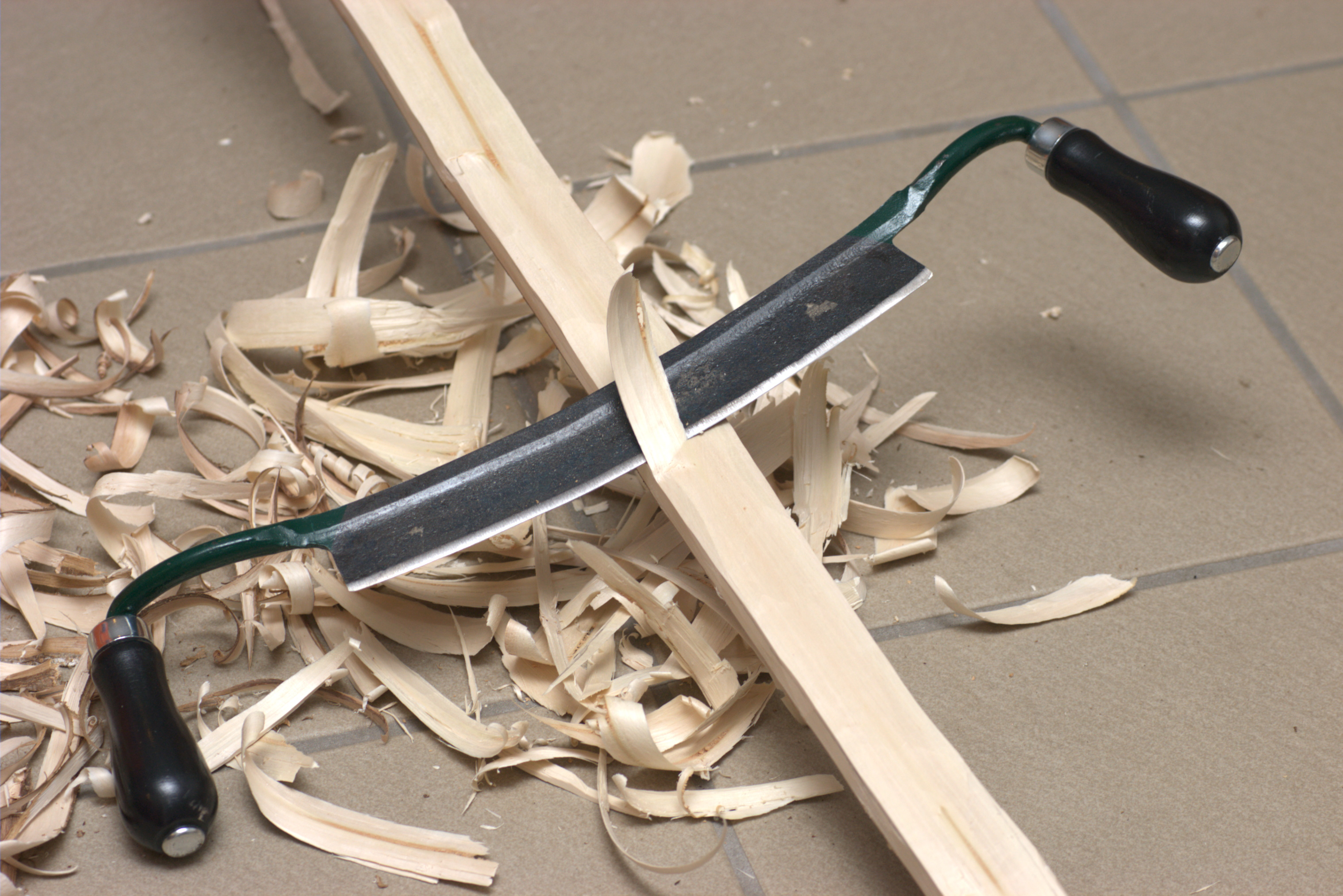
Ziehmesser beim Bogenbau.

Zugmesser wurden typischerweise zur schnitzenden Bearbeitung von länglich gewölbten Werkstücken auf der Schnitzbank eingesetzt, beispielsweise zum Herstellen von Pfählen oder Bohnenstangen, oder zum Hobeln von Schindeln auf der gleichartigen Schindelbank.
Auch in der Bildhauerei oder beim Bogenbau werden sie für die grobe Formgebung von gerundeten Werkstücken verwendet. Außerdem ist es ein wichtiges Werkzeug für den Wagner und Rechenmacher, um Holzräder und Holzrechen herzustellen. Auch bei Küfern (Daubnern, Böttchern, Schäfflern, Bindern) im Fassbau, sowie im traditionellen Schlitten- und Rodelbau sind Zugmesser unentbehrlich. Zudem kann es zur Herstellung von Anfeuerholz, Zünd- und Kienspänen dienen.
Zum feineren Bearbeiten von runden Werkstücken werden gerundete Ziehklingen und Ziehhobel eingesetzt. Letztere werden ebenfalls beidhändig geführt und besitzen eine mittig fixierte Klinge.

### Entrinden

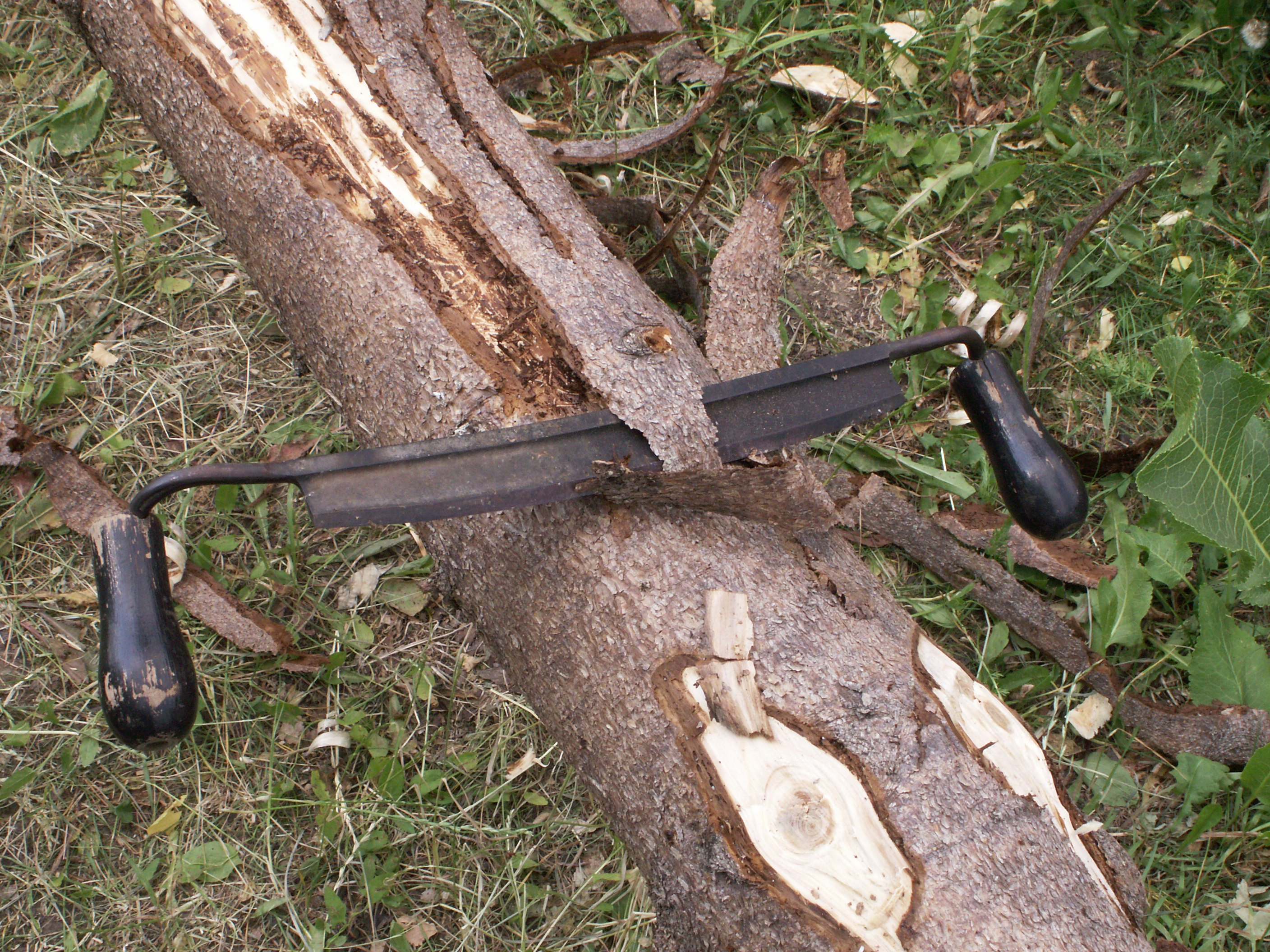
Entrinden mit dem Zugmesser

Zugmesser werden für das Fein-Entrinden und Polieren von Ästen und Stämmen, zum Bearbeiten von Balken und Pfählen und Rundhölzern verwendet.
Zum Entrinden kleinerer Flächen werden auch Bügelschaber eingesetzt, die einhändig über das Holz gezogen werden.
Zum schnellen Entrinden von Baumstämmen dient ein Schäleisen oder Schöpser mit längerem Stiel, der beidhändig über das am Boden liegende Rundholz gestoßen wird.

## Schärfen
Ziehmesser werden einseitig geschliffen, auf der am Werkstück anliegenden Seite. Für Schnitzarbeiten wird das Ziehmesser scharf geschliffen und wie ein Hobelmesser fein abgezogen. Zum Entrinden bleibt die Schneide eher stumpf, damit das Messer die Rinde am Bast vom Holz trennt, ohne in das Holz zu schneiden.

## Klinge
Die Klinge des Zugmessers ist einseitig nur auf der Oberseite in einem Winkel von 25 Grad (für Weichholz) bis 40 Grad (für Hartholz) geschliffen.

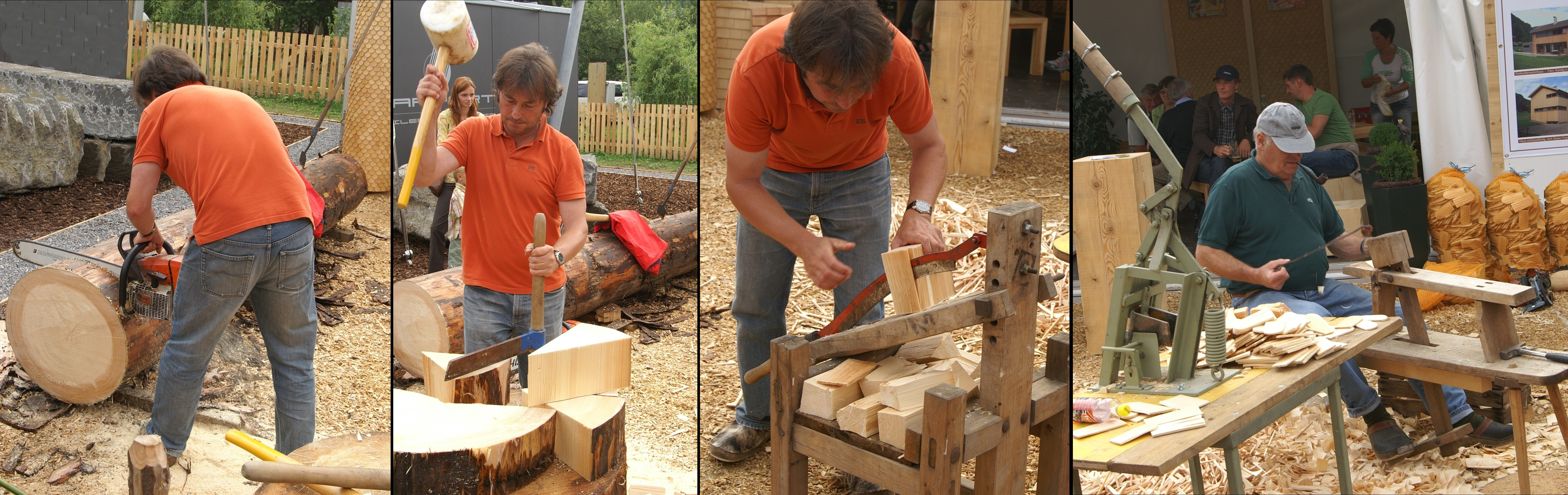
Die Herstellung von Fassadenschindeln in Bayern
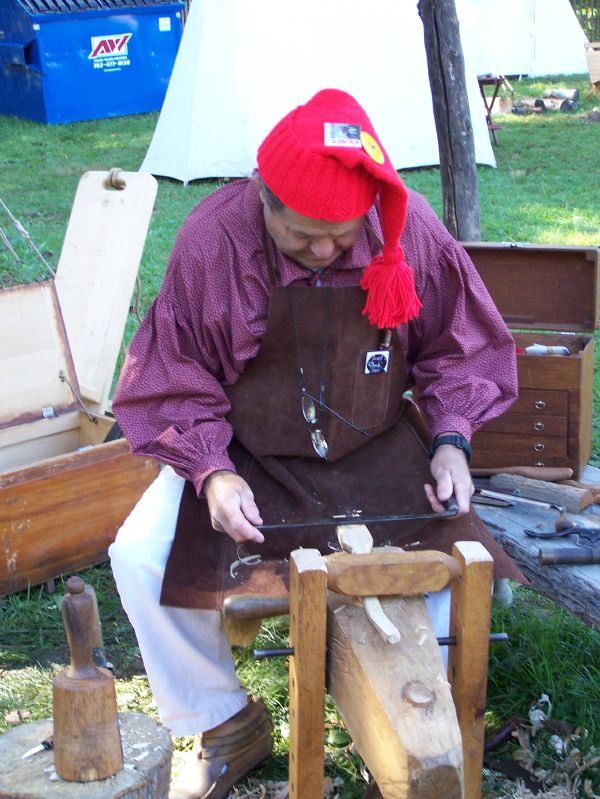
Schnitzen eines Holzlöffels auf dem Schniedesel
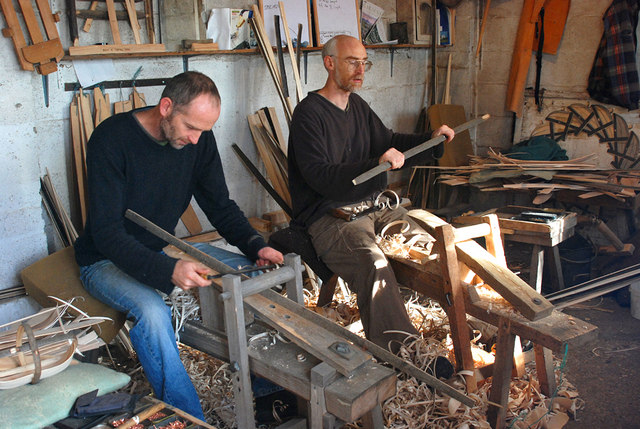
Anfertigen von langen Holzspänen zum Flechten von Körben